# Sebastiano Ziani
Sebastiano Ziani (ur. ok. 1102, zm. 13 kwietnia 1178) – doża Wenecji od 27 maja 1172.